# Twarda Galeria
Twarda Galeria (ok. 1770–1850 m n.p.m.) – zakończenie części zbocza Twardej Kopy od strony Doliny Miętusiej w polskich Tatrach Zachodnich. Jest to trawiasty taras o rozmiarach około 400 × 500 m i ostro zarysowanej krawędzi, poniżej której opada on ścianą do Doliny Miętusiej. Południową granicę tego tarasu stanowi północna grzęda Twardej Kopy zakończona Kazalnicą Miętusią, północną zaś linia od Chudej Turni po Dziurawą Basztę. W kolejności od południa na północ w Twardej Galerii wyróżnia się:
- Kazalnica Miętusia,
- Twarde Spady,
- Twarda Ściana,
- Harnasiowe Czuby (Dziurawe Czuby),
- Dziurawa Baszta (Dziurawe Baszty).

W Wielkiej encyklopedii tatrzańskiej Harnasiowe Czuby i Dziurawą Basztę (tu nazywaną Dziurawymi Basztami) określa się wspólną nazwą Turnie nad Dziurawem.
Od góry (z Twardego Grzbietu) Twarda Galeria jest trawiastym stokiem, nieoddzielonym od pozostałej części stoków nawet najmniejszą przełączką. Natomiast do Doliny Miętusiej opada ścianą o wysokości dochodzącej do 300 m (na Kazalnicy Miętusiej). W ścianie tej nie można wyróżnić żadnej turni, występują natomiast żleby, kominy, filary, zachody, zacięcia i depresja Twardych Spadów.
Twarda Galeria w swojej południowej, górnej części opada do kotła lodowcowego Wielkiej Świstówki, w północnej, dolnej poprzez zbocze Dziurawego do Wantuli. W jej ścianach poprowadzono wiele dróg wspinaczkowych. Łatwiejszymi miejscami jako pierwsi chodzili pasterze wypasający w Dolinie Małej Łąki, potem ścianami zaczęli chodzić grotołazi penetrujący występujące tu jaskinie. Jako ostatni pojawili się taternicy. Pionierem w taternickim zdobywaniu tych ścian był Leszek Nowiński, który w latach 1960. i 1970. dokonał tutaj wielu pierwszych przejść. Obecnie jednak są to zamknięte dla taterników obszary ochrony ścisłej Tatrzańskiego Parku Narodowego (obszar ochrony ścisłej Wantule Wyżnia Mała Łąka). Dyrekcja parku zezwala na dostęp do tych ścian tylko (z licznymi ograniczeniami) grotołazom penetrującym nie do końca zbadane jaskinie, np. Jaskinię przy Grzędzie, Harnasiową Szczelinę czy Korytarz nad Dziurawem.